# Microparra
Microparra is een geslacht van vogels uit de familie jacana's (Jacanidae). Het geslacht telt één soort.

## Soorten
- Microparra capensis – Dwergjacana